# Fine Things
Fine Things er en roman af Danielle Steel fra 1987, og i 1990 udkom filmen af samme navn. 

## Handling
Bog handler om ungkarlen Bernie, der møder han Elizabeth og hendes datter Jane. De to forelsker sig i hinanden og gifter sig. Elizabeth bliver snart gravid og parret får en søn. Efter sønnens fødsel bliver der taget nogle prøver af Liz, der viser at hun er alvorligt syg.
| Bog | Spire Denne artikel om bøger og tidsskrifter er en spire som bør udbygges. Du er velkommen til at hjælpe Wikipedia ved at udvide den. |